# 요고역
요고역(일본어: 余呉駅, よごえき)는 일본 시가현 나가하마시 요고초시타요고에 있는 서일본 여객철도 호쿠리쿠 본선의 철도역으로, 간이 위탁역이다.

## 역 구조
1면 2선의 섬식 승강장이 있는 지상역이다. 개찰구와 승강장 사이는 과선교나 지하도가 아닌 건널목 및 경사로로 연결되어 있다. 예전에는 하행 본선, 상행 대피선, 상행 본선으로 3선 구조를 가지고 있었고, 상행 본선은 승강장이 없는 구조였으나 JR화 이후 현재의 구조로 바꾸었다. 상행 승강장은 8량분의 열차까지 여객 취급이 가능하나, 하행 승강장은 4량분의 열차만 가능하다.
| 1 | ■ 호쿠리쿠 본선 (하행) | 오미시오쓰 · 쓰루가 방면      |
| 2 | ■ 호쿠리쿠 본선 (상행) | 마이바라 · 교토 · 오사카 방면 |

## 역 주변

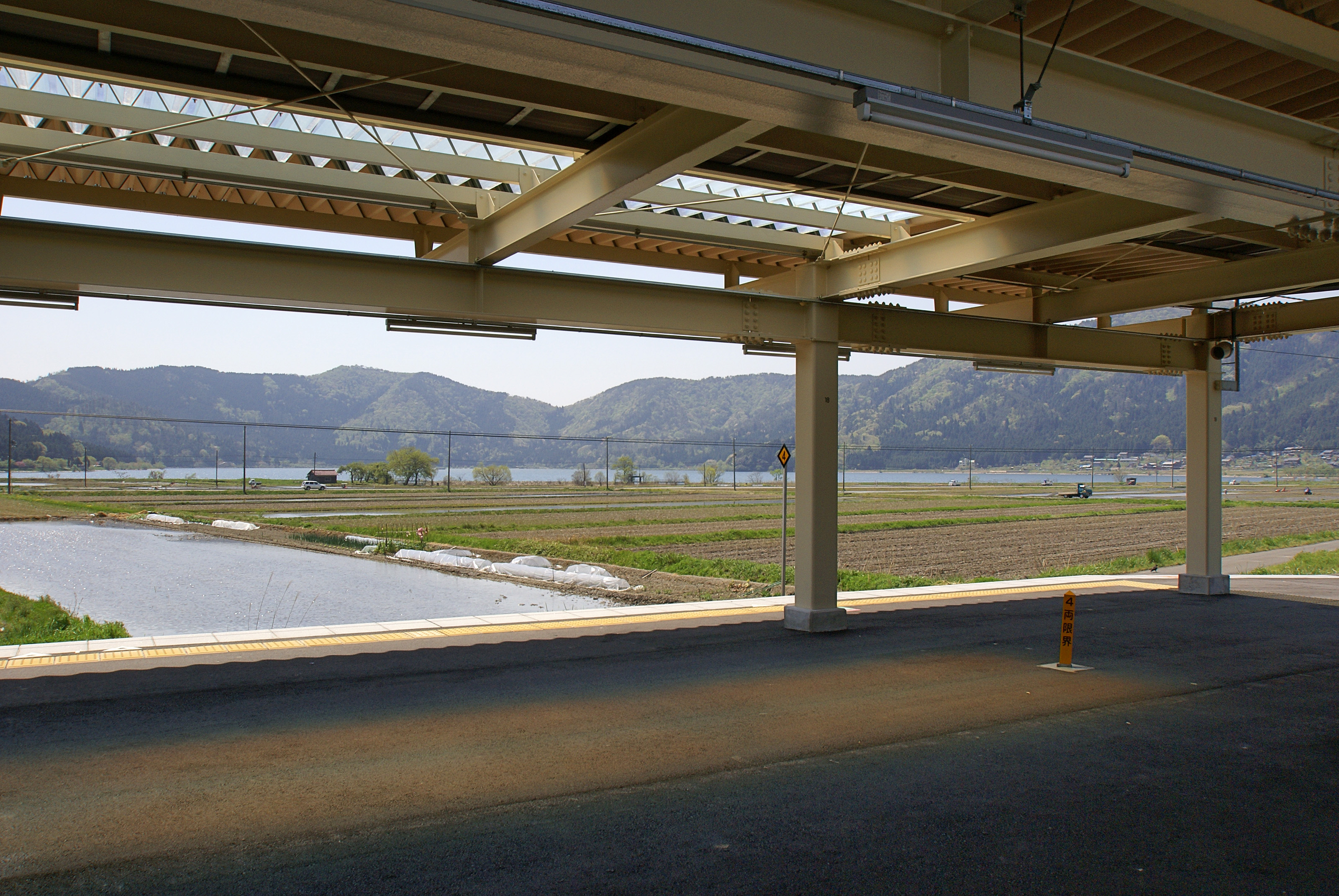
승강장에서 바라본 요고 호

- 요고 호 - 역명의 유래
- 요고 호 야외 활동 센터
- 국도 제365호선

## 승차량 변동
| 회사      | 승차 인원 | 승차 인원 | 승차 인원 | 승차 인원 | 승차 인원 | 승차 인원 | 승차 인원 | 승차 인원 | 주 석 |
| 회사      | 1993년    | 1994년    | 1995년    | 1996년    | 1997년    | 1998년    | 1999년    | 2000년    | 주 석 |
| --------- | --------- | --------- | --------- | --------- | --------- | --------- | --------- | --------- | ----- |
| JR 서일본 | 134       | 140       | 147       | 158       | 158       | 146       | 143       | 151       | [ 1 ] |
| 회사      | 2001년    | 2002년    | 2003년    | 2004년    | 2005년    | 2006년    | 2007년    | 2008년    |       |
| JR 서일본 | 151       | 154       | 156       | 178       | 180       | 188       | 201       | 196       | [ 1 ] |

## 역사
- 1957년 10월 1일 - 일본국유철도 호쿠리쿠 본선 기노모토 - 쓰루가 구간의 신선 개통과 함께 여객역으로 개업.
- 1971년 3월 25일 - 수하물 취급 중지.
- 1987년 4월 1일 - 일본국유철도 분할 민영화로 서일본 여객철도 및 일본화물철도에 이관.
- 2006년 10월 21일 - 호쿠리쿠 본선 나가하마 - 쓰루가 직류 전철화 ICOCA 사용 개시.

## 인접한 역
| 서일본 여객철도 호쿠리쿠 본선 | 서일본 여객철도 호쿠리쿠 본선 | 서일본 여객철도 호쿠리쿠 본선 |
| ----------------------------- | ----------------------------- | ----------------------------- |
| 기노모토 교토 · 마이바라 방면 | ■ 호쿠리쿠 본선 신쾌속 · 보통 | 오미시오쓰 쓰루가 방면        |